# جول بيتيي
جول بيتيي (بالفرنسية: Jules Petiet)‏ ـ (5 أغسطس 1813 ـ 29 يناير 1871) هو مهندس ميكانيكي فرنسي شارك في تأسيس شبكة السكك الحديدية الفرنسية. عُين كبيرًا لمهندسي شركة سكك حديد الشمال (بالفرنسية: Chemins de Fer du Nord)‏ سنة 1845، ثم مهندس قاطرات سنة 1848، ثم عُين سنة 1868 رئيسًا للمدرسة المركزية بباريس، وهي إحدى المدارس الهندسية المرموقة في فرنسا، وكان هو أيضًا من خريجيها.
نُقش اسم بيتيي على الضلع الشمالي الشرقي من برج إيفل، ليكون واحدًا من 72 عالمًا فرنسيًا نُقشت أسماؤهم على البرج عند إنشائه.